# Opération Essai
L'Opération ESSAI (ou Opération ESSAY) est le nom donné à l'opération d'occupation de la province de Québec déclenchée en vertu  de la Loi de la Défense nationale à la demande du ministre de la Justice, Jérôme Choquette, le 15 octobre 1970. Contrairement à une opinion répandue, cette opération de l'Armée canadienne est distincte de celles qui suivront quelques heures plus tard après la proclamation de la Loi sur les mesures de guerre.
Elle est précédée par l'opération Night Hawk qui se déroule du 7 au 9 octobre et qui a pour objectif de préparer l'intervention des troupes à Montréal au moins d'octobre 1970.
Elle est aussi contemporaine de l'Opération GINGER (roux) qui impliqua des éléments de l'armée et de la direction des télécommunications de Bell Canada.
Cette opération et l'Opération Pegasus (1969) sont aujourd'hui des exemples en matière de sécurité intérieure.

## Contexte
L'opération est l'aboutissement d'une longue procédure de réorientation de la politique canadienne en matière de sécurité intérieure. L'agitation sociale qui prévaut en Amérique du Nord dans les années 1960 amène les stratèges militaires à tourner leur attention vers les menaces provenant de l'intérieur du pays. L'opération COINTELPRO illustre l'importance grandissante de cette préoccupation au cours des années 1960. À la suite des enlèvements de James Richard Cross et Pierre Laporte par le Front de Libération du Québec, l'interprétation militaire de la conjoncture sociale au Québec, une « théorie du complot », devient plus plausible aux yeux des politiciens : les deux enlèvements s'inscriraient « dans le cadre d'un vaste complot destiné à renverser l'État pour instaurer une société marxiste [...] et visant à déclencher une guerre civile à Montréal qui contribuerait à plonger tout le pays dans l'anarchie ».
L'opération ESSAI concrétise également le souhait de Pierre-Elliott Trudeau, formulé en 1969 : « Ç'a assez duré les folies depuis quelques années. Nous, on veut faire un pays uni et prospère. Finies les folies ! ».